# Goudzwaluw
De goudzwaluw (Tachycineta euchrysea) is een zangvogel uit de familie Hirundinidae (zwaluwen).

## Verspreiding en leefgebied
Deze soort telt twee ondersoorten:
- T. e. euchrysea: Jamaica. Deze ondersoort is niet meer waargenomen sinds 1989 en vermoedelijk uitgestorven.
- T. e. sclateri: Hispaniola.

## Status
De grootte van de populatie op Hispaniola is in 2021 geschat op 2000-3000 volwassen vogels. Op de Rode lijst van de IUCN heeft deze soort de status kwetsbaar omdat de populatie klein en versnipperd is en verder achteruitgaat door habitatverlies.